# Хедхантинг
Хедха́нтинг (англ. headhunting «охота за головами» от head «голова» + hunting «охота») — это одно из направлений поиска и подбора персонала ключевых и редких как по специальности, так и по уровню профессионализма специалистов. Главные бухгалтеры, юристы, руководители предприятий и специалисты узких профилей наиболее часто становятся объектом внимания хедхантеров.
Существует «Большая пятёрка» компаний, лидирующих на данном рынке:
| Компания                    | Выручка              | Количество сотрудников |
| --------------------------- | -------------------- | ---------------------- |
| Korn Ferry                  | 1,926 млрд долл. США | 8678 человек           |
| Spencer Stuart              | 0,454 млрд долл. США | нет данных             |
| Heidrick & Struggles        | 0,736 млрд долл. США | 1611 человек           |
| Egon Zehnder                | 0,750 млрд долл США  | 2600 человек           |
| Russell Reynolds Associates | нет данных           | нет данных             |

## Терминология
Часто синонимом хедхантинга признают термин англ. executive search. Просто хедхантинг — хлёсткий («охота за головами») журналистский оборот, который прочно вошел в обиход на Западе, а в России он используется именно в форме executive search. Хотя есть и другой взгляд. Хедхантинг — это когда заказывают переманивание конкретного человека из конкретной компании, проблема здесь будет состоять в том, если человек не будет соответствовать поставленной задаче или не хочет переходить на другую работу. В обычной практике executive search, переманивание специалиста, — лишь один из этапов полного цикла работы команды консультантов по качественному поиску и подбору.

Правильно было бы говорить — executive search (поиск по заказу, качественный поиск), но у нас большее распространение (вероятно, из-за более легкого произношения) получил другой термин — хедхантинг (англ. head hunting), что дословно переводится как «охота за головами», «охота за звёздами». В деловом русском языке хедхантингом называют и собственно технологию executive search, и один из этапов работы по этой технологии, и вид агентств по подбору персонала, и сегмент услуг по подбору персонала.— Беленко П. В.
Актуальность данного подхода подтверждается результатами исследования, проведенного Ассоциацией менеджеров России и международной консалтинговой компанией Ernst&Young, в котором приняли участие 350 руководителей компаний всех ключевых отраслей и регионов России. Анализ полученных результатов свидетельствует о том, что для российских менеджеров высшего звена приоритетной задачей кадровой политики является привлечение высококвалифицированных топ-менеджеров и узкопрофильных специалистов. В России востребованы, во-первых, сильные специалисты высшего звена, которые имеют богатый синтезированный потенциал — не только глубокую профессиональную подготовку, но и большой практический опыт управления (программирование и управление, описание и реализация проекта и пр.); во-вторых, компаниям особенно необходимы специалисты среднего звена с узкопрофессиональными знаниями и навыками.

## История возникновения
Индустрия прямого поиска и подбора управленческого персонала возникла, когда консалтинговым компаниям в США, таким, как McKinsey & Company, Booz Allen Hamilton понадобилось искать людей, способных выполнить предложенные ими стратегии решения проблем компаний-клиентов.
Первые компании в индустрии были основаны выходцами из McKinsey & Company и Booz Allen Hamilton, которые смогли перенести стандарты качества и этики консалтинга в компании по прямому поиску и подбору управленческого персонала. Хоть и мало какие компании, основанные в 1940—1960-х годах, дожили до начала следующего столетия, нынешние пять лидеров индустрии были основаны именно в этот период.
Сидни Бойден, который руководил отделом подбора управленцев в компании Booz Allen Hamilton, в 1946 году открыл в Нью-Йорке первый офис компании Boyden, впервые выделив прямой поиск и подбор управленцев в отдельную от управленческого консалтинга индустрию. Heindrick & Struggles[en] был основан в 1953 году Гарднером Хендрик и Джоном Страглс, также ветеранами Booz Allen Hamilton. Весной 1955 года они наняли в свою команду консультанта Спенсера Стюарт, который спустя год покинул их компанию, чтобы в Чикаго открыть свою компанию Spencer Stuart[en].
В 1969 году Лестер Корн и Рикард Фери основали фирму Korn Ferry в Лос-Анджелесе. Russell Reynolds Associates[en], основанная в 1969 году Расселом Рейнолдсом, банкиром, выходцем из J.P. Morgan. Многие компании поменьше, вроде Battalia Winston, до этих пор занимают очень сильные позиции. Основатели этих первых компаний окончательно сформировали принципы и стандарты индустрии и тем или иным способом помогли создать образ профессионального консультанта по подбору управленческого персонала.
С самого начала компании по прямому поиску оставались в тени и не привлекали к себе всеобщего внимания. Только в конце 1980х — начале 1990-х журналисты начали больше следить за событиями в этой индустрии и консультанты по обе стороны Атлантического океана получили всемирное внимание. Именно тогда журналистами было придумано резкое и хлёсткое слово «хедхантер», которым до сих пор заменяют более сложное для произношения и понимания понятие executive search.
По данным в США действует свыше 3500 подобных агентств, в Канаде более 1350.
Хедхантинг в России появился в начале 90-х годов XX века. Это были иностранные компании Korn Ferry, Kelly Services, Pedersen & Partners, Ward Howell, United Consultants, Egon Zehnder[en], Amrop, Morgan Hunt, H.Neumann international, Nicholson, Heidrick & Struggles и другие, которые пришли в Россию вслед за своими клиентами. Затем появились и российские. В настоящее время на российском рынке работает больше 50 компаний.

## Технология хедхантинга
Основной метод хедхантинга — это активный поиск кандидатов в фирмах профиля заказчика, среди тех, кто уже доказал, что успешен в предпринимательстве. В первую очередь, хедхантер анализирует рынок и составляет лонг-лист — список организаций, в которых может быть найден подходящий кандидат. Когда круг потенциальных кандидатов определён, избранным делается предложение о дальнейшем росте — смене места работы. Работа ведется от полутора до шести месяцев: «прочесывается» весь потенциальный рынок кандидатов. В результате остается одна-две кандидатуры, точно отвечающие запросам клиента.
При звонке хедхантер представляет потенциальному кандидату себя и свою компанию, обозначает цели своего звонка. В ходе дальнейшей беседы постарается заинтересовать кандидата настолько, чтобы тот согласился на интервью. Интервью может состояться в агентстве или же на нейтральной территории, если специалист опасается «светиться», нанося визит в хедхантинговую компанию. По окончании поиска и отбора клиенту представляются данные о кандидатах. Это — основная информация о каждом кандидате в кратком виде. К основному Curriculum Vitae (анкетные данные, квалификация, опыт) добавляется мнение headhunter, составленное на основе собеседования с кандидатом. Headhunter информирует клиента о сильных и слабых сторонах кандидата и высказывает суждение о его соответствии предъявленным требованиям. Сведения о кандидате носят строго конфиденциальный характер. Окончательное решение относительно представленных кандидатов остается, естественно, за клиентом.
Подобрав подходящих кандидатов, ловец голов представляет их заказчику и организует встречи с теми, кто произвёл наилучшее впечатление. Тщательно проводятся собеседования, на которых всесторонне исследуется личность кандидата, его деловые возможности и мотивация, проверяются рекомендации. Выявляется мотивация кандидата на работу у заказчика. Вероятность удачного подбора при такой технологии очень высока.

## Другие технологии подбора персонала
- General recruitment — поиск в деловых кругах, через личные деловые связи, работа с собственной базой данных топ-менеджеров, СМИ и Интернет.
- Executive search — прямой направленный поиск из числа успешно работающих в настоящее время специалистов.
- Management Selection — подбор среднего управленческого звена и ключевых специалистов высокой квалификации. Технология Management selection применяется для поиска и подбора менеджеров среднего звена и востребованных ключевых специалистов, которые редко занимаются самостоятельным поиском работы, поэтому таких людей необходимо активно искать и мотивировать.
- Скрининг — «поверхностный подбор», он осуществляется по формальным признакам: образование, возраст, пол, примерный опыт работы. В результате, получив массу резюме, отбор осуществляет сам заказчик, а кадровое агентство выполняет роль поставщика относительно подходящих кандидатов.
- Френдхантинг (френдхантер) — специалист в области подбора персонала, который советует (обычно за вознаграждение) людей из своего окружения на вакантные позиции в организации, используя свой нетворк.

## Соотношение хедхантинга, рекрутинга и прямого поиска
Часто путают такие сходные понятия, как рекрутмент, хедхантинг (executive search), прямой поиск, между которыми существуют значимые различия. Отличительной чертой прямого поиска является то, что клиент указывает список компаний, специалисты которых его интересуют или сообщает, что требуются специалисты из компаний подобной сферы. Задача специалиста по подбору персонала заключается в подборе и составлении списка необходимых специалистов, нахождении контактной информации, проведении переговоров, оценке и организации переговоров с клиентом. Executive Search заключается в поиске специалистов категории высшего звена и включает активные методы подбора персонала. Данный метод подбора персонала отличается проведением индивидуальной работы с клиентом, минимальным количеством рекомендуемых кандидатов. Это «качественный поиск», учитывающий особенности делового направления заказчика, рабочей среды, деловых и личных качеств кандидата, организуемый прямым путём — без объявления вакансии в СМИ. В отличие от рекрутинга, который по сути представляет собой «углубленный подбор», который учитывает личностные особенности и деловые качества претендента, осуществляется рекрутинговым агентством по базе кандидатов и отклику на объявления в СМИ. Результат подбора зависит от опытности рекрутера и содержания базы кандидатов.
Различия между рекрутингом и хедхантигом принципиальные. Заработок тех людей, на которых охотятся хедхантеры, начинается от 5000$. Работа с такими людьми требует опыта в предпринимательстве и другого уровня личности консультанта, чем это принято в рекрутинге. Понятие онлайн хедхантинг сходно с понятием онлайн-рекрутмент и включает действия, направленные на установку контакта с кандидатом-профессионалом, в котором заинтересован клиент-работодатель, а также сбор всей предварительной информации, необходимой для вербовки.

## Френдхантинг
От других специалистов в области найма и управления персоналом френдхантеры отличаются тем, что при поиске кандидата опираются на свою сеть знакомств в том или ином профессиональном сообществе, не прибегая к базам резюме на сайтах трудоустройства. Может являться частью программы рекомендательного рекрутинга (англ. referral recruitment), в котором сотрудники компании могут рекомендовать на работу в неё же своих друзей, знакомых, родственников или бывших коллег.
Чаще всего объектом внимания френдхантеров являются люди, занимающие руководящие должности или те, к которым есть повышенное внимание на рынке труда — например, программисты и разработчики.
Неологизм появился в 2021 году с запуском HR-платформы, на которой специалисты рекомендуют своих друзей, знакомых и бывших коллег для работы, а взамен получают вознаграждение — так называемое «баунти» (англ. bounty — «вознаграждение»). Самым популярным примером получения подобной награды служит программа Bug Bounty, которая создана для поощрения тех, кто занимается поиском ошибок на сайтах и в программном обеспечении.
В основе деятельности френдхантера лежит теория кругов общения, описанной американским ученым Джеймсом Бьюдженталем, согласно которой всех, с кем мы взаимодействием в жизни, можно поделить на 7 различных групп — от самых близких родственников (круг 1) до совершенно посторонних людей (круг 7). Для того, чтобы работа по рекомендации профессионалов была наиболее успешной, френдхантеру важно давать контакты тех лиц, которые находятся между кругом 1 (семья), кругом 2 (друзья), текущие коллеги и знакомые (круг 3) и бывшие одноклассники, однокурсники или сослуживцы (круг 4).
Размещая вакансию, работодатель указывает или оглашает размер вознаграждения, которое получит френдхантер. Пользователь может порекомендовать специалиста на эту вакансию. В случае, если этого специалиста принимают на работу, компания выплачивает пользователю-рекомендателю фиксированное вознаграждение. Учитывая, что рекомендовать знакомых специалистов может кто угодно, френдхантинг предполагает добровольный принцип работы и доступен каждому.
Френдхантинг можно назвать частью системы онлайн-рекрутмента, при которой находить подходящего кандидата можно с помощью сервисов для размещения вакансий, тематических форумов и сайтов, а также социальных сетей. Личное знакомство с кандидатом является важным, но не обязательным принципом деятельности френдхантеров.
Френдхантинг может быть двух видов:
- Односторонний. Вознаграждение получает только тот, кто порекомендовал сотрудника в компанию.
- Двусторонний. Вознаграждение получает и френдхантер, и нанятый сотрудник.